# 油屋騒動
油屋騒動（あぶらやそうどう）とは、江戸時代に伊勢国古市の遊廓で起きた殺傷事件のこと。俗に「古市十人斬り」とも呼ばれる。

## 解説

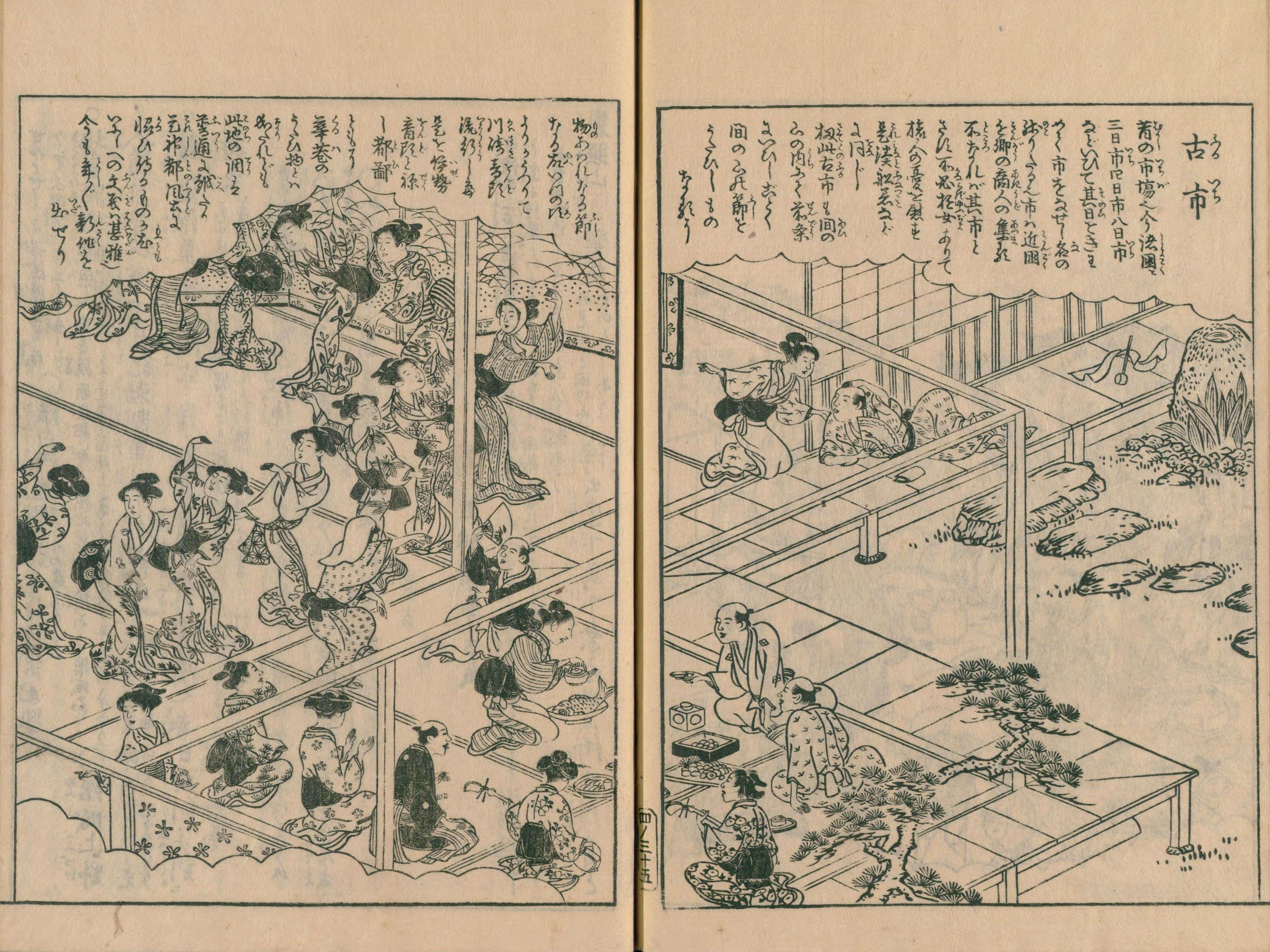
『伊勢参宮名所図会』巻之四より「古市」。古市遊廓の様子を描く。寛政9年刊行。

寛政8年5月4日（1796年6月9日）の深夜、伊勢古市の遊廓油屋において9人の者が刀で斬られ、そのうち3人が死亡する事件が起きた。その顛末は当時の史料では下記のように記載されている。
寛政8年5月4日の九つ半ごろ（午前1時すぎ頃）のこと、宇治浦田町に住む医者の孫福斎（まごふくいつき、27歳）が油屋に立ち寄り、酒を出してくれと頼んだ。斎は前にも来たことのある客だったので、店側は座敷に通し茶汲み女（遊女）のお紺（16歳）に酒の相手をさせた。そのとき阿波の藍玉商人岩次郎（33歳）、孫三郎（35歳）、伊太郎（31歳）の三人が芝居見物の帰りにこの油屋に立ち寄ったが、その酒の相手に茶汲み女のおきし、おしか、それとお紺も呼ばれることになり、お紺は斎のところから藍玉商人三人の座敷に行ってしまった。
お紺がほかの客の座敷に行ったことについて、斎は店側に色々と文句をいったという。それを下女のおまん（26歳）がなだめ、もう帰るようにと言い聞かせたので、斎は店の表口まで出た。そこでおまんが預かっていた斎の脇差を返すと、斎はいきなりその脇差を抜いておまんに斬りつけ、左手の指3本に傷を負わせた。そばにいた下男の宇吉（30歳、「卯吉」とも）が斎を止めようとして右手の親指を切られ、また同じくその場にいた下女およし（40歳）も斬りつけられ左手人差し指と左肩に傷を負った。さらに斎は油屋の奥へ踏み込み、油屋の主人清右衛門の母さき（58歳）を斬り殺した。二階座敷でお紺たちを相手に酒を飲んでいた藍玉商人たちもこの騒ぎに気付き、皆で二階から一階へ降りると、真っ先に一階に降りたおきしが斎に斬り殺された。おしかも斬りつけられて額と右肩に傷を負わされ、お紺はどうにかほかの者とともに店の裏口から表へと逃げた。藍玉商人の三人は血刀を持った斎を取り押さえようとしたが、伊太郎は右腕と尻を斬られ、孫三郎は左目と唇、右肩から背の辺りを斬られる。岩次郎は左の腕首を斬られ二階に逃げようとするも斎に追いかけられて倒れ、のちに絶命した。宇吉は手を負ったまま表に出て、近所の者に人殺しと呼びかけたが、斎は油屋を逃げ去り行方知れずとなった。
二日後の5月6日夜、宇治浦田町の神主藤波家の屋敷内で斎が発見される。座敷の板の間に忍び込みそこで腹を切り、刀で喉を突いて自害していたという。斎がそれまでどこにいたのかは不明であるが、4日に油屋を訪れた時と6日に藤波家で発見された時の服装・持ち物が著しく違っていたことから、誰かに匿われていたのではないかといわれている。しかし斎はすぐには絶命しなかったらしく、宇治北山墓地にある斎の墓には没年が「寛政八丙辰年五月十四日」と刻まれている。

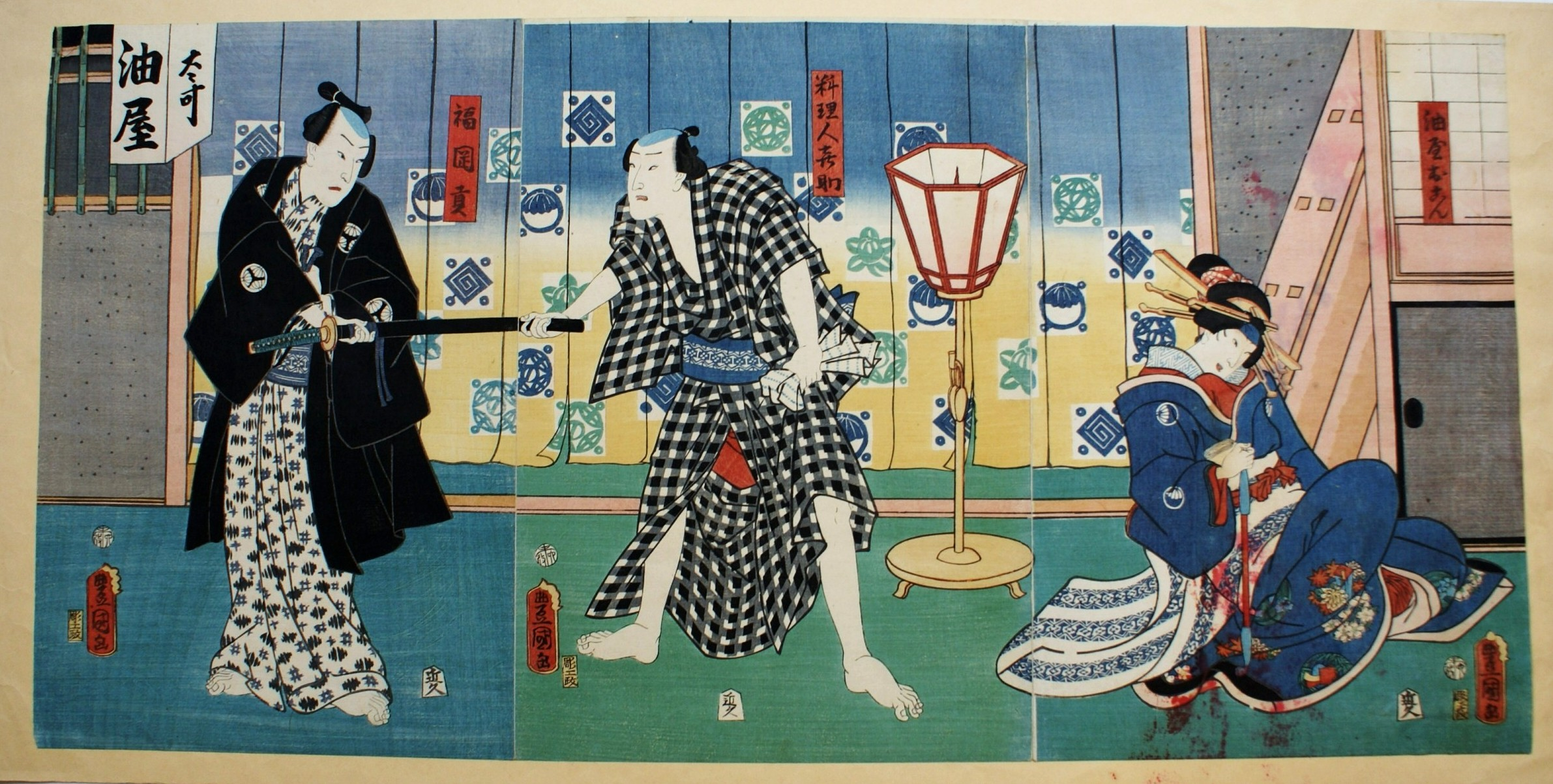
『緘合戯場画草紙』（とじあわせかぶきのえぞうし）　安政6年（1859年）6月、江戸市村座。外題名は違うが内容は『伊勢音頭恋寝刃』である。三代目歌川豊国画。

油屋は古市の中でも規模の大きな店で、部屋持ちの遊女だけで24人を数えた。日本三大遊廓の一つといわれた伊勢古市の妓楼油屋で起きたこの事件は、伊勢参りに来た参拝客によって瞬く間に日本中に知れ渡り、有名になったお紺を見ようとする客で油屋は大繁盛したという。またこの事件を題材にしてわずか十日後に松坂の芝居で『伊勢土産菖蒲刀』が、7月には大坂で『伊勢音頭恋寝刃』（通称『伊勢音頭』）が上演され評判となり、『伊勢音頭恋寝刃』は日本が江戸時代を終えて西洋化・近代化を果たした20世紀以降でも上演回数の多い演目となっている。
孫福斎は幼名を与吉と云い、鳥羽松尾（現在の鳥羽市松尾町）の百姓与次右衛門の次男として生れた。その後鳥羽藩に仕える某の養子となって斎と名乗る。某の妻は与次右衛門の妹であった。さらに宇治浦田町の御師孫福九大夫貞知の養子となり貞陰と名乗ったが、九太夫は斎を医者にさせるため京都に遊学させ、斎が学業を修めると浦田町に家を与え、そこで開業させていた。
お紺は文政12年（1829年）2月9日に享年49で没した。この年の5月、古市の芝居で『伊勢音頭恋寝刃』が『宝年菜種実』と外題を改め、初めて上演される。福岡貢を演じたのは四代目坂東彦三郎である。初演から三十三年も立ってご当地物ともいうべき芝居がやっと上演されたのは、事件の実情を知っている地元の人々にとっては斎がただの人殺しに過ぎず、それを美化して脚色した『伊勢音頭恋寝刃』の内容は受け入れがたいものだったからだという。しかしいざ幕を開けてみるとこの芝居は大当りとなった。この大当りに彦三郎は油屋の近くにあった大林寺にお紺の墓を建立し供養した。現在古市の大林寺に残るお紺の墓はこれであるが、その左隣には斎の墓が立っている。これは昭和4年（1929年）に二代目實川延若が寄進したもので、宇治北山墓地にある斎の墓を模して作られたものである。このふたつ並んだお紺と斎の墓は比翼塚と称されている。
油屋は明治に入ると改装され旅館として営業し、山田駅前にも支店を出した。しかし第二次大戦の戦火により消失した。さらにその後、油屋のあった場所は近鉄鳥羽線の線路を引くために切り崩され、当時を偲ぶものはほとんど残っていない（伊勢街道の線路際に「油屋跡」の石碑が立っている）。